# ارين آدامز
ارين آدامز (بالإنجليزية: Warren Adams)‏ هو عسكري أمريكي، ولد في 28 نوفمبر 1838 في Minervaville ‏ في الولايات المتحدة، وتوفي في 5 نوفمبر 1884 في مقاطعة ريتشلاند في الولايات المتحدة.